# Parlamentswahl in Marokko 2002
Die turnusmäßige Parlamentswahl in Marokko 2002 fand am 27. September 2002 statt.
Die Wahl wurde nach den Regeln eines erst kurz vor den Wahlen im Schnellverfahren und auf Drängen des Königs Mohammed VI. verabschiedeten neuen Wahlgesetzes durchgeführt, welches zum Ziel hatte, die ersten Parlamentswahlen zu garantieren, die keinen Manipulationen und Fälschungen unterzogen wären.
Internationale Beobachter resümieren, dass die Wahl gut organisiert und nach internationalen Standards durchgeführt wurde. Lediglich die um 24 Stunden verschobene Bekanntgabe der Wahlergebnisse (Begründung: Technische Schwierigkeiten bei der Auszählung) sorgte für Irritationen.
Da bisher sämtliche Parlamentswahlen des Landes nach Verfassungsänderungen stattfanden, welche die Bedingungen des Parlamentarismus jedes Mal neu definierten, wurde diese Wahl – zusammen mit dem neuen Wahlgesetz – als bedeutender erster Schritt auf einem Weg der politischen und gesellschaftlichen Stabilität und des Konsenses betrachtet.
Als Sieger ging knapp die Partei Sozialistische Union der Volkskräfte (USFP) aus der Wahl hervor, welche bereits die letzte Parlamentswahl im Jahr 1997 gewonnen hatte. Dennoch betraute der König – gedeckt von der Verfassung – den Technokraten Driss Jettou mit der Regierungsbildung, und nicht den Parteivorsitzenden des Wahlsiegers.

## Vorgeschichte
Das gewählte Parlament hat lediglich beratende Macht. Bei der Ernennung eines Ministerpräsidenten ist der König nicht an die Mehrheitsverhältnisse im Parlament gebunden.
Kurz vor der Wahl wurde nach schwierigen Verhandlungen zwischen der Regierung, dem Parlament, den Parteien, und nach Intervention des Verfassungsgerichts ein neues Wahlgesetz verabschiedet.
In der Zeit vor den Wahlen berichteten marokkanische Medien ausführlich über Umtriebe radikaler Islamisten sowie über Razzien und Prozesse gegen radikale Prediger. Man darf annehmen, dass die bisherige Regierung des Ministerpräsidenten Abderrahmane Youssoufi das Schreckgespenst des aufkeimenden radikalen Islamismus bewusst inszenierte, um eine drohende massive Wahlschlappe abzumildern. An der Wahl nahmen mehrere erst kurz vor der Wahl gegründete politische Parteien teil. Zusammen mit dem gescheiterten Versuch der Einführung einer landesweiten 5%-Hürde war mit einer zunehmenden Zersplitterung der Repräsentation im Parlament zu rechnen.

## Die Wahl
In den gemäß Verfassung alle 5 Jahre vorgesehenen Parlamentswahlen, der direkten Wahl der Repräsentantenversammlung im Zwei-Kammer-Parlament Marokkos, werden insgesamt 325 Parlamentssitze vergeben, davon 295 über Parteilisten sowie erstmals 30 Sitze über eine sogenannte „nationale Liste“, welche „vorwiegend“ für Frauen reserviert ist, ein in arabischen Ländern bislang einmaliger Vorgang. Da das Verfassungsgericht Bedenken geäußert hatte, steht diese Liste nominell beiden Geschlechtern offen, doch werden die Parteien angehalten, darin freiwillig nur Frauen zu nominieren. Diese Selbstverpflichtung funktionierte weitgehend, und mit der Wahl zogen insgesamt 35 Frauen als Abgeordnete ins Parlament, statt zuvor 2 Frauen.
26 Parteien stellen sich zur Wahl, ergänzt von diversen parteilosen Politikern, insgesamt über 5000 Kandidaten treten an. Alle Parteilisten und Kandidaten wählen ein „Wahlsymbol“, um auch für Analphabeten wählbar zu sein.
Bei einer geschätzten Gesamtbevölkerung von 30 Millionen sind offiziell 13.884.467 Bürger in Wählerlisten als wahlberechtigt registriert. Insgesamt werden 7.165.206 Stimmen abgegeben, was einer Wahlbeteiligung von 51,6 % entspricht (7 % weniger als bei der vorherigen Wahl), davon 1.228.836 ungültige Stimmen (ca. 17 %), womit knapp 43 % gültige wahlberechtigte Stimmen verbleiben.

### Wahlergebnis
Stärkste Partei wurde wie bisher die USFP, wenn sie ihre Mehrheit auch nur knapp gegen ihren Koalitionspartner Istiqlal verteidigen konnte, welcher seinerseits deutlich an Stimmen gewann. Die Anhängerschaft der USFP hatte sich offenbar von den Reformen der „Regierung des Wandels“ von 1997 mehr versprochen und reagierte enttäuscht.
Deutliche Stimmverluste mussten auch die Volksbewegung (MP), die Konstitutionelle Union (UC), sowie die Demokratische und Soziale Bewegung (MDS) hinnehmen.
Hauptgewinner der Wahl wurde die moderat islamistische Partei für Gerechtigkeit und Entwicklung (PJD), welche erstmals an einer Parlamentswahl teilgenommen hatte, und aus dem Stand 42 Mandate errang, obwohl sie nicht flächendeckend zur Wahl angetreten war.
Ebenfalls zu den Gewinnern zählten 9 neugegründete Parteien, welche den Einzug ins Parlament schafften.
Die Wahl endete ohne große Überraschungen. Dennoch ergab sie drei wichtige Änderungen:
- Eine Verschiebung der Stimmverhältnisse hin zu konservativen sowie religiösen Parteien.
- Der zwar gewollte, aber dennoch aussagekräftige Erfolg von weiblichen Kandidaten.
- Eine weitere Abnahme der Wahlbeteiligung (minus 7%).

| Partei | Partei                                            | Ausprägung                                          | Führender Kopf         | Resultate 1997              | Resultate 2002             |
| ------ | ------------------------------------------------- | --------------------------------------------------- | ---------------------- | --------------------------- | -------------------------- |
|        | Sozialistische Union der Volkskräfte (USFP)       | Sozialdemokratie                                    | Abderrahmane Youssoufi | ?,? % der Stimmen 57 Sitze  | 9,6 % der Stimmen 50 Sitze |
|        | Istiqlal oder „Partei der Unabhängigkeit“ (PI)    | Konservatismus, Nationalismus                       | Abbas al-Fassi         | 9,8 % der Stimmen 32 Sitze  | 7,8 % der Stimmen 48 Sitze |
|        | Partei für Gerechtigkeit und Entwicklung (PJD)    | Konservatismus, Islamismus, Wirtschaftsliberalismus | Abdelkrim al-Khatib    | 0,0 % der Stimmen 0 Sitze   | 7,4 % der Stimmen 42 Sitze |
|        | Nationaler Zusammenschluss der Unabhängigen (RNI) | Liberalismus, Mitte-rechts                          | Ahmed Osman            | ?,? % der Stimmen 46 Sitze  | 7,2 % der Stimmen 41 Sitze |
|        | Volksbewegung (MP)                                | Royalismus, Vertretung des ländlichen Raums         | Mohand Laenser         | 12,3 % der Stimmen 40 Sitze | 5,0 % der Stimmen 27 Sitze |
|        | Nationale Volksbewegung (MNP)                     | Konservativ                                         | Mahjoubi Aherdane      | ?,? % der Stimmen 19 Sitze  | 4,2 % der Stimmen 18 Sitze |
|        | Konstitutionelle Union (UC)                       | Royalismus, Konservatismus, Wirtschaftsliberalismus | Mohammed Abied         | ?,? % der Stimmen 50 Sitze  | ?,? % der Stimmen 16 Sitze |
|        | Partei der Nationalen Demokraten (PND)            | Liberalismus                                        | Abdalah Kadiri         | ?,? % der Stimmen 10 Sitze  | ?,? % der Stimmen 12 Sitze |
|        | Front der Demokratischen Kräfte (FFD)             | Sozialismus                                         | Thami El Khyari        | ?,? % der Stimmen 9 Sitze   | 3,6 % der Stimmen 12 Sitze |
|        | Partei des Fortschritts und des Sozialismus (PPS) | Sozialismus                                         | Ismael Alaoui          | ?,? % der Stimmen 9 Sitze   | 3,4 % der Stimmen 11 Sitze |
|        | Demokratische Union (UD)                          | Liberalismus                                        | Bouâzza Ikken          | 0,0 % der Stimmen 0 Sitze   | ?,? % der Stimmen 10 Sitze |
|        | Demokratische und Soziale Bewegung (MDS)          | Konservativismus                                    | Mahmoud Archane        | ?,? % der Stimmen 32 Sitze  | ?,? % der Stimmen 7 Sitze  |

Die übrigen 31 Sitze verteilen sich auf 10 weitere Parteien (davon 8 neugegründete Parteien).

## Regierungsbildung
Nach dem Wahlsieg der USFP beauftragte König Mohammed VI. nicht den Wahlsieger, sondern den vormaligen Innenminister und parteilosen Technokraten Driss Jettou mit der Regierungsbildung, welcher bereits seit langem das Vertrauen des Königshauses genießt. Diese Entscheidung wird von der USFP als „Nicht-Anerkennung der demokratischen Methodologie“ bezeichnet, dennoch nimmt sie an der von Jettou gebildeten Regierungskoalition teil, welche neben der USFP auch die Istiqlal, die MP, die RNI, die PPS sowie unabhängige Regierungsmitglieder einschließt, und welche offiziell am 7. November 2002 ihre Arbeit aufnimmt.